# Kaserne Eilenburg
Die Kaserne Eilenburg war eine militärische Einrichtung in der Stadt Eilenburg (heute Sachsen), die von 1913 mit einer Unterbrechung in der Zwischenkriegszeit bis 1991 bestand und im Laufe ihrer Geschichte von verschiedenen deutschen Armeen sowie der US-Armee und der Sowjetarmee genutzt wurde. Als Infanterie-Kaserne erbaut, wurden hier später auch Artillerie, Sanitätsabteilungen und Einheiten der Elektronischen Kampfführung stationiert. Sie befindet sich im Südosten des Stadtteils Mitte unweit des Stadtbahnhofs und wird im Süden von der Eisenbahnstrecke Halle–Cottbus begrenzt.

## Geschichte

### Gründung und vorläufige Auflösung
Am 25. Juni 1913 wurden die Planungen der preußischen Heeresverwaltung, die Eilenburg als Standort des III. Bataillons des 4. Thüringischen Infanterie-Regiments Nr. 72 vorsahen, der Öffentlichkeit vorgestellt. Noch im selben Jahr wurde mit dem Bau einer Kaserne in einem bisher unbebauten Auengebiet der Mulde in der Nähe des Bahnhofes begonnen. Architekt war der Eilenburger Stadtbaumeister Otto Lemke. Im Ersten Weltkrieg rückte das Regiment am 9. August 1914 von Eilenburg an die Westfront ab und kehrte am 23. Dezember 1918 zurück. 1916 wurde die Kaserne fertiggestellt. Daraufhin zog das Rekrutendepot des Ersatzbataillons des Landwehr-Infanterie-Regiments Nr. 72 nach Eilenburg, womit an diesem Standort etwa 3.200 Soldaten stationiert waren. Im November 1918 wurde das hier stationierte Ersatzbataillon aufgelöst. Am 26. Mai 1919 zog die VI. Abteilung des Landesjägerkorps (16. Reichswehrbrigade) in die Kaserne ein, die den Standort bereits am 21. März 1920 wieder verließ. Kurz vor der Auflösung der Eilenburger Garnison zog am 11. April 1920 noch das II. Bataillon des Jägerregiments 31 der Reichswehr ein.
Infolge der militärischen Bestimmungen des Versailler Vertrages nach dem Ersten Weltkrieg, welcher unter anderem die Reduzierung des Heeres auf 100.000 Soldaten und die Abschaffung der allgemeinen Wehrpflicht verlangte, wurde die Eilenburger Garnison zum 20. Oktober 1920 aufgelöst. Am 31. Oktober 1920 zogen die 11., 14., und 15. Hundertschaft der Sicherheitspolizei ein, die die Kaserne bereits am 21. Mai 1921 wieder verließen. Am 22. Januar 1922 kaufte die Stadt die meisten Gebäude für zwei Millionen Reichsmark. Die Gebäude wurden seit 1920 zu Notwohnungen umgebaut, gleichzeitig bezogen Teile der Stadtverwaltung sowie Kataster- und Zollamt die ehemaligen Kasernengebäude. In den Baracken wurden bis zu ihrem Abriss 1930 Arme, Kranke, Verletzte und Soldaten einquartiert.

### Aufrüstung der Wehrmacht
Nach der Machtübernahme der Nationalsozialisten und den nun einsetzenden enormen Aufrüstungsbemühungen wurde mit dem Einzug der Heeresstandortverwaltung 1934 die alte Kaserne reaktiviert. Sie erhielt nun den Namen Flandern-Kaserne. Am 2. Juli 1935 zog das II. Bataillon des Infanterie-Regiments 32 ein, dessen Kommandeur Major Christoph Stengel wurde. Mit der Verlegung dieses Truppenteils 1938 nach Brüx im Sudetenland zogen in Eilenburg das Ersatzbataillon des Infanterie-Regiments 11 aus Leipzig und im Juli 1940 die Sanitäts-Ersatz- und Ausbildungsabteilung 4 ein. Ab 1940 wurde die Kaserne auch als Lazarett und zum Ende des Krieges als Unterkunft für Flüchtlinge genutzt. 1945 zog noch die Sanitätsersatzabteilung 8 ein.

### Nachkriegsnutzung und Einzug der NVA
Am 17. April 1945 erreichte die 3. US-Armee Eilenburg; nach einer mehrere Tage andauernden Artillerie-Schlacht wurde die Stadt am 25. April von den Amerikanern eingenommen.
Die US-Armee blieb bis zum 1. Juli 1945. Ihr folgte die sowjetische Besatzungsmacht. Das 350. Artillerie-Regiment räumte die Kaserne 1958.
Mit der Aufstellung des Ausbildungsregiments 7 im Militärbezirk III der Nationalen Volksarmee (NVA) wurde Eilenburg neben Spremberg zu dessen Standort bestimmt. Die dazugehörigen 757 Soldaten rekrutierte man aus 61 bereits bestehenden Einheiten. Die Bewaffnung und weitere militärische Ausrüstung stammte vom Motorisierten Schützenregiment 12 der 6. Motorisierten Schützendivision. Infolge von Aufrüstungsbestrebungen vor dem Hintergrund des Kalten Krieges wurde Eilenburg per Ministerbefehl zum 1. Oktober 1961 als Standort für eine Unteroffiziersschule bestimmt. Das vorhandene Regiment umfasste damals 146 Offiziere, 188 Unteroffizier, 86 Soldaten und 1.010 Unteroffiziersschüler. Die Umbenennung in Unteroffizierausbildungsregiment erfolgte am 8. März 1962, welches im selben Jahr durch Umstrukturierung zur Unteroffiziersschule (US) II wurde. Diese erhielt am 1. März 1971 den Ehrennamen Kurt Bennewitz nach dem Eilenburger antifaschistischen Widerstandskämpfer. 1967 errichtete die NVA für die stationierten Soldaten ein Kulturhaus („NVA-Klubhaus“), das heutige Bürgerhaus. Im Herbst 1979 wurde die Unteroffiziersschule in die Stadt Delitzsch transloziert, welche damit erstmals seit 1945 wieder Garnisonsstadt wurde.
Eilenburg blieb jedoch weiterhin Militärstandort. Dort befand sich vom 27. Oktober 1979 bis zur Auflösung der NVA am 2. Oktober 1990 das Bataillon funkelektronischer Kampf (BfeK) 3, welches am 1. März 1988 den Ehrennamen Friedrich Adolf Sorge erhielt. Dessen Aufgabe war die gezielte Funkstörung und Funkaufklärung; so wurde unter anderem der Funkverkehr der US Air Force abgehört und mitgeschnitten. Der Personalbestand betrug etwa 500 Mann. Es war der einzige NVA-Truppenteil mit einem automatisierten Führungssystem. Von 1981 bis 1984 befanden sich hier auch die Funkaufklärungsbataillone (FuFuTAB) 3 und 5 sowie die Spezialaufklärungskompanien (SAK) 3 und 5. Weiterhin befanden sich in Eilenburg noch seit dem 5. November 1984 die Geschoßwerfer-Abteilung (GeWA) 3 „Georg Schwarz“ mit BM-21 und RM-70. sowie das Wehrkreiskommando Eilenburg und ein Fahrzeugbestand. Der Standortübungsplatz befand sich in der Muldenaue südlich des Stadtgebietes. Auf dem weitläufigen Gelände sind noch heute Reste davon zu entdecken.

### Endgültige Auflösung und zivile Nachnutzung
Nachdem die Kaserne an die Bundeswehr überging, wurde die Aufgabe des Standortes beschlossen. Der Auflösungsappell fand am 27. März 1991 statt, der Gebäudekomplex ging danach in die Hand des Bundesvermögensamtes über.
Heute sind alle Gebäude der ehemaligen Kaserne einer neuen zivilen Nutzung zugeführt. So beherbergen die ehemaligen Blöcke I bis VI Außenstellen des Landratsamtes Nordsachsen, das Amt für ländliche Entwicklung, die Schule am Bürgergarten, das Stadtarchiv, das Jugendhaus VI sowie einen Schulhort. Im ehemaligen Gebäude der Nachrichten- und Sicherstellungskompanie und des Medpunktes befindet sich heute das Amtsgericht Eilenburg. Weiterhin befinden sich in ehemaligen Militärgebäuden das Technische Hilfswerk mit einem Fuhrpark und der Bauhof der Stadt Eilenburg. Als Neubauten entstanden seit dem Ende der militärischen Nutzung das Finanzamt Eilenburg, eine Zweifelder-Sporthalle sowie ein Sportplatz. Der ehemalige Exerzierplatz dient heute als Parkplatz. Die entstandene Straße trägt den Namen Dr.-Belian-Straße nach dem langjährigen Eilenburger Bürgermeister Alfred Belian. Dabei folgt die Hausnummervergabe den alten Bezeichnungen der Blöcke I bis VI. Der Begriff ehemalige Kaserne ist noch geläufig, heute wird das Gelände jedoch offiziell meist als Verwaltungszentrum Dr.-Belian-Straße ausgewiesen.

## Stationierungsdaten
| 1913–1918 | III. Bataillon des 4. Thüringischen Infanterie-Regiments Nr. 72 |
| 1916–1918 | Ersatzbataillon des Landwehr-Infanterie-Regiments Nr. 72        |
| 1919–1920 | VI. Abteilung des Landesjägerkorpes                             |
| 1920      | II. Bataillon des Jägerregiments 31                             |
| 1935–1938 | II. Bataillon des Infanterie-Regiments 32                       |
| 1938–1945 | Ersatzabteilung des 11. Infanterie-Regiments                    |
| 1940–1945 | Sanitäts-Ersatz- und Ausbildungsabteilung 4                     |
| 1945      | Sanitäts-Ersatz- und Ausbildungsabteilung 8                     |
| ?–1958    | 350. Artillerie-Regiment der Sowjetarmee                        |
| 1961–1969 | (Unteroffizier-)Ausbildungsregiment 7                           |
| 1969–1979 | Unteroffizierschule II „Kurt Bennewitz“                         |
| 1979–1990 | Bataillon funkelektronischer Kampf 3                            |
| 1981–1984 | Funkaufklärungsbataillon 3                                      |
| 1981–1984 | Funkaufklärungsbataillon 5                                      |
| 1981–1984 | Spezialaufklärungskompanie 3                                    |
| 1981–1984 | Spezialaufklärungskompanie 5                                    |
| 1984–1990 | Geschoßwerfer-Abteilung 3 „Georg Schwarz“                       |